# Rhithrogena gratianopolitana
Rhithrogena gratianopolitana is een haft uit de familie Heptageniidae. De wetenschappelijke naam van de soort is voor het eerst geldig gepubliceerd in 1986 door Sowa, Degrange & Sartori.
De soort komt voor in het Palearctisch gebied.